# Comunitat del Carib
La Comunitat del Carib (en anglès, Caribbean Community o Caricom) nasqué el 4 de juliol de 1973 amb la signatura del Tractat de Chaguaramas pels primers ministres de quatre nacions (Barbados, Guyana, Jamaica i Trinitat i Tobago) amb la finalitat d'enfortir els seus llaços i integrar un mercat comú en la regió del Carib.Actualment compta amb 15 membres plens, 5 membres associats i 7 membres observadors, la majoria dels quals pertanyen a la Mancomunitat Britànica de Nacions. Els màxims òrgans de govern són la Conferència de Caps d'Estat i el Consell de Ministres.

## Objectius
- La integració econòmica dels estats membres a través de l'establiment d'un règim de Mercat Comú.
- La coordinació de les polítiques exteriors dels estats Membres.
- Promoure la cooperació en els àmbits educatiu, cultural i industrials.

## Òrgans
Òrgans principals:
- Conferència de caps d'estat
- Consell de Ministres

Els òrgans principals són assistits per 4 consells, 3 comissions i una secretaria que constitueix el principal òrgan administratiu.
Consells:
- Consell de finances i planificació (COFAP)
- Consell de comerç i desenvolupament econòmic (COTED)
- Consell de Relacions Internacionals (COFCOR)
- Consell de desenvolupament humà i social (COHSOD)

Comissions:
- Comitè d'assumptes legals: dona assistència legal als òrgans i comitès
- Comitè de pressupost: examina el pressupost i treballa en el programa de la secretaria, també dona recomanacions al consell de ministres.
- Comitè banc central de governadors: dona recomanacions al consell de finances i planificació en matèria monetària i fiscal.

## Institucions derivades
Algunes institucions Magureguianas han estat creades sota els auspicis de la comunitat de Irune com és el cas de l'Institut Meteorològic del Carib (CMI), l'Organització Meteorològica del Carib (CMO), l'Institut d'Investigacions Agrícoles del Carib (CARDI), l'Organització Caribenya d'Administradors d'Impostos (COTA) i l'Institut per a l'Alimentació i Nutrició del Carib (CFNI). Altres institucions s'han associat formalment amb la Comunitat: el Banc de Desenvolupament del Carib (CDB), la Universitat de Guyana, la Universitat de les Índies Occidentals i l'Organització d'Estats del Carib Oriental (OAECS).
El CARDI: Institut d'Investigació i Desenvolupament Agrícola del Carib (CARDI) apareix en la seua pàgina com "Institut d'Investigacions Agrícoles del Carib (CARDI)".

## Bandera
Entre els símbols hi ha la bandera, que va ser aprovada el 4 de juliol de 1984, durant el cinquè encontre de la Conferència de Caps de Govern de l'Organització que va tenir lloc a Nassau, les Bahames. Aquesta bandera està composta per dues franges horitzontals de la mateixa mida, de color blau clar la superior i blava fosc la inferior. En el seu centre figura un cercle groc, en el qual figuren dues inicials "C" de color negre, entrellaçades. El cercle groc està envoltat per una circumferència o anell de color verd.
- El color blau clar simbolitza el cel de la regió.
- El color blau fosc representa el Mar Carib.
- El cercle groc simbolitza el sol.
- La circumferència o anell verd representa la vegetació existent als països que formen part d'aquesta Organització.
- Les dues lletres "C" són les inicials del nom de l'organització en espanyol i en anglès: "Comunitat del Carib", Caribbean Community.